# Trzebawie
Trzebawie [tʂɛˈbavjɛ] (tiếng Đức Altenfließ) là một ngôi làng thuộc khu hành chính của Gmina Węgorzyno, thuộc quận Łobez, West Pomeranian Voivodeship, ở phía tây bắc Ba Lan.

## Địa lý
Trzebawie nằm khoảng 9 kilômét (6 mi) về phía tây của Węgorzyno, 17 km (11 mi) phía tây nam Łobez và 58 km (36 mi) về phía đông của thủ đô khu vực Szczecin, gần bờ phía đông của hồ Woświn dài 9,5 km.

## Lịch sử
Vào cuối thế kỷ 13, Altenfließ là một người đáng kính của gia đình quý tộc cổ đại (Uradel) của Wedel. Vào đầu thế kỷ 14, Oldenvlete, thuộc về một chi nhánh của gia đình này, người có trụ sở tại Mellen và cũng là chủ sở hữu của Silligsdorf.
Năm 1713, Altenfließ được bán cho một Matthias von Pritz, nhưng đã được Đại tá Carl Friedrich von Wedel mua lại vào năm 1757 và sau đó trở về Nhà của Wedel. Từ năm 1854, các cuộc thảo luận với chính quyền đã diễn ra, bởi vì Altenfließ được điều hành như một điền trang, không đáp ứng kích thước tối thiểu cho một trong 1.000 nhà xác theo Nghị định Hoàng gia năm 1825. Câu hỏi này không được giải quyết cho đến năm 1861.
Vào khoảng năm 1860, người nổi tiếng của Altenfließ, tức là khu đất, bao gồm 952 mẫu đất, trong đó 661 mẫu là đất trồng trọt và có 63 cư dân. Ngoài ra, còn có làng Altenfließ, tức là đô thị nông thôn với 556 mẫu đất, 351 mẫu đất trồng trọt và 77 cư dân. Nhà thờ là một nhà thờ con gái của một người ở Mellen.
Sau đó, bất động sản của Altenfließ đã được tích hợp vào đô thị nông thôn. Cho đến năm 1945, Altenfließ đã thành lập một cộng đồng nông thôn ở quận Regenwalde thuộc tỉnh Pomerania. Ngoài ngôi làng Altenfließ, không có nhà ở nào khác.
Năm 1945, ngôi làng được đổi tên thành Trzebawie khi nó trở thành một phần của Ba Lan, do những thay đổi biên giới mà Liên Xô yêu cầu tại Hội nghị Potsdam.

## Dân số
- 1885: 155 cư dân [4]
- 1925: 0 73 cư dân [4]
- 1933: 136 cư dân [4]
- 1939: 157 cư dân [4]